# Roman Hnatiw
Roman Mychajłowycz Hnatiw, ukr. Роман Михайлович Гнатів, ros. Роман Михайлович Гнатив, Roman Michajłowicz Gnatiw (ur. 1 listopada 1973 w Czerwonogrodzie, w obwodzie lwowskim) – ukraiński piłkarz, grający na pozycji pomocnika, trener piłkarski.

## Kariera piłkarska

### Kariera klubowa
Wychowanek Szkoły Kultury Fizycznej we Lwowie. Pierwszy trener - Wołodymyr Danyluk. W 1990 rozpoczął karierę piłkarską w lwowskich Karpatach, skąd następnego sezonu przeszedł do Karpat Kamionka Bużańska. Po występach w klubie Skała Stryj latem 1993 powrócił do Karpat Lwów. W rundzie jesiennej sezonu 1996/97 został wypożyczony do Haraju Żółkiew. Podczas przerwy zimowej sezonu 1997/98 zmienił klub na Torpedo Zaporoże. Potem występował w Dynamie Lwów. W 2001 na krótko powrócił do Karpat. Od lata 2002 po dwóch rozegranych meczach w Metaliście Charków dalej występował w klubie Zakarpattia Użhorod. W 2004 bronił barw mołdawskiej Nistru Otaci. Na początku sezonu 2005 przeniósł się do Hazowyk-Skały Stryj, w którym zakończył karierę piłkarską w wieku 33 lat.

## Kariera trenerska
Po zakończeniu kariery piłkarskiej najpierw trenował dzieci w SDJuSzOR Karpaty Lwów, a potem młodzież w Szkole Kultury Fizycznej we Lwowie (UFK). Od 2016 prowadził juniorską drużynę U-19 Skały Stryj. 8 lutego 2017 stał na czele klubu ze Stryja.

## Sukcesy i odznaczenia
- brązowy medalista Mistrzostw Ukrainy: 1998